# Грузинское царство
Грузинское царство (груз. საქართველოს სამეფო, сакартвэлос самэпо) — средневековое грузинское государство на Кавказе, возникшее после объединения большей части Грузии Багратом III в 1008 году. В период наибольшего расцвета (конец XII — начало XIII века) контролировало территории от Чёрного до Каспийского морей. В XIII веке монголы нанесли Грузии тяжёлый урон, повлёкший за собой раскол государства; позже восемь разрушительных нашествий Тамерлана полностью сокрушили её могущество, приведя к окончательному распаду в конце XV века. 

## История

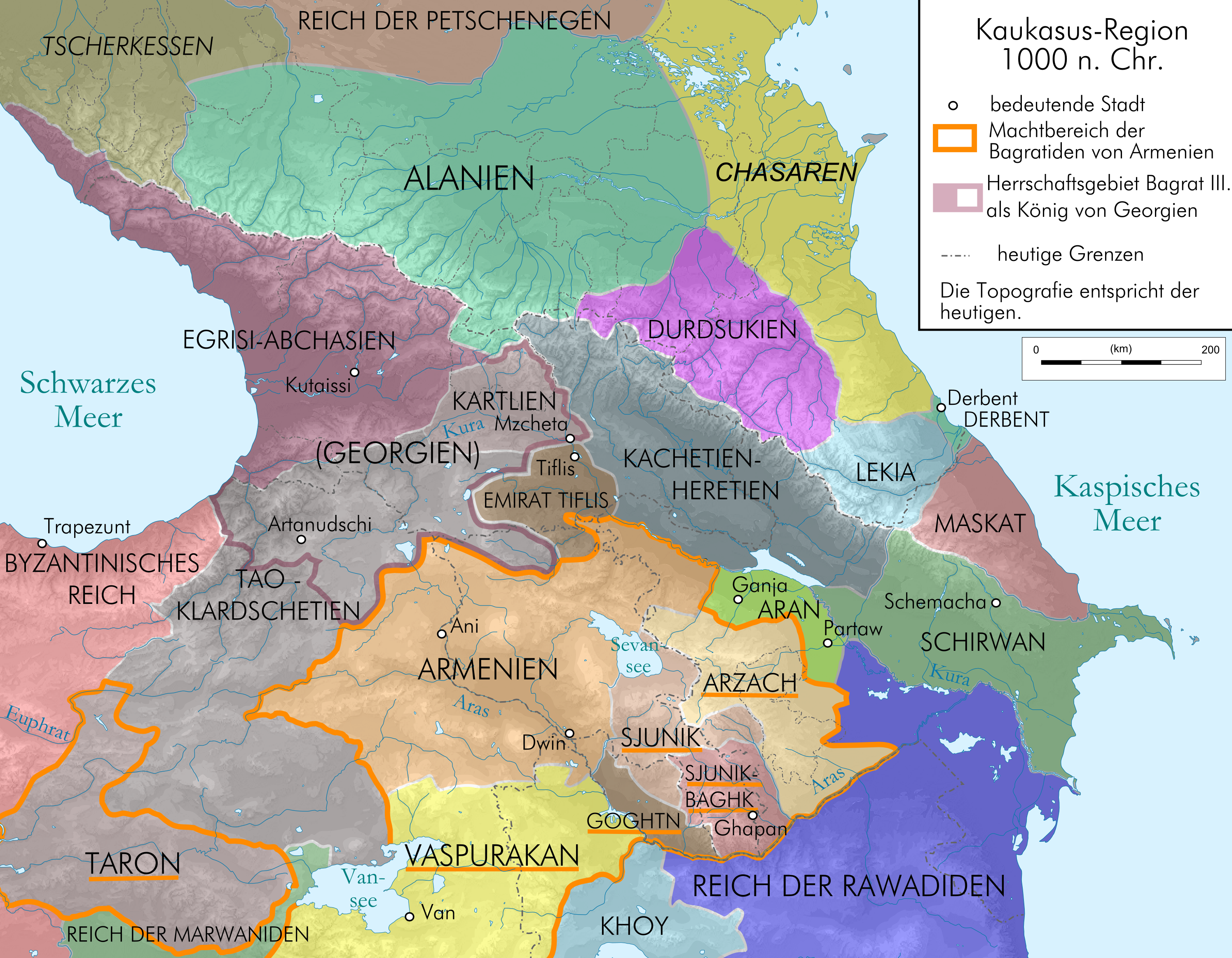
Кавказ в 1000 году, накануне смерти Давида III Куропалата

Карта Византии в 1045 году. Грузинское царство на северо-востоке (голубой).

В 1008 году Баграт III Багратиони стал первым царём объединённой Грузии.
Вся вторая половина XI века была отмечена постоянными вторжениями турок-сельджуков. В 1071 году они победили объединённую византийскую, армянскую и грузинскую армию в битве при Манцикерте, и значительная часть грузинских земель была завоевана сельджуками.

### Давид Строитель и усиление Грузии
Царь Давид IV Строитель унаследовал трон в 1089 году в возрасте 16 лет после отречения своего отца, Георгия II. Сразу после прихода к власти, Давид создал регулярную армию, способную отражать нападения сельджуков, а также поселил в Грузии одно из кипчакских племен, обосновавшееся на Северном Кавказе. Таким образом, у царя Давида IV оказалось под рукой 40 000 кипчакских всадников. Первый крестовый поход в 1096—1099 годах отвлёк силы сельджуков, и в конце 1099 года Давид смог отвоевать почти все грузинские земли, за исключением Тбилиси и Эрети.
В 1103—1105 годах он завоевал Эрети, а между 1110 и 1118 годами — нижнюю Картли и Восточную Армению (Сомхити), в результате чего Тбилиси, оставаясь под контролем сельджуков, стал изолированным анклавом, окружённым со всех сторон Грузией.
В 1121 году Давид смог отразить нападение армии сельджукских эмиров в битве при Дидгори, после чего взял Тбилиси и перенёс туда столицу Грузии. Через три года он также включил в состав царства западный Ширван и северную Армению, став царём Армении и объединив почти всё Закавказье. В его царствование Грузия превратилась в мощное государство. В её границы, кроме собственно грузинской территории, входили также Армения и Ширван.
В то же время царский двор хорошо учитывал положение, создавшееся на пограничном Ближнем Востоке, где господствовала исламская культура, и, в соответствии с этим, выработал политический курс культурного сосуществования между народами. Грузия была христианской страной, она считала себя преемницей Византии, но и мусульмане в Грузии не подвергались гонению. Давид IV с уважением относился к проповедникам ислама, покровительствовал мусульманским купцам, дружил с мусульманскими поэтами и философами, так что в «христианском царстве» Давида IV они жили ничуть не хуже, чем в странах, которыми владели мусульманские государи.
В 1125 году Давид Строитель умер, оставив Грузию в статусе одной из сильнейших региональных держав. Его наследники (Деметре I, Давид V и Георгий III) продолжили усиление и расширение Грузии.

### Царица Тамара и Золотой век
Царствование правнучки Давида Строителя, Тамары, представляет собой наивысший подъём влияния Грузии за всю её историю развития. В 1194—1204 годах армия Тамары отразила несколько турецких нападений на юге и юго-востоке и вторглась в занятую турками Южную Армению. Большая часть последней, включая Карин, Эрзинджан и Ван, стала протекторатом Грузии.
После падения Константинополя в 1204 году, Грузии открылся путь к юго-восточным берегам Чёрного моря. Эта территория была населена не только греками, но и армянами, а также племенами грузинского происхождения (лазы). Грузинское войско заняло приморские города: Трапезунд, Лимнию, Самсун, Синоп, Керасунт, Котиору, Гераклею. Образовалась Трапезундская империя, во главе которой стоял воспитанный в Грузии представитель дома Комнинов, свергнутый с императорского престола Византии Алексей Комнин. Трапезундское государство оказалась в сфере влияния Грузии.
В 1210 году Закариа Мхаргрдзели предложил царице совершить поход в Иран. Поход оказался особенно успешным: были взяты города Маракд, Тавреж (Тавриз), Мианэ, Зенджан и Казвин. Грузинское войско достигло Ром-Гура, расположенного в самом сердце Ирана, и с богатой добычей вернулось на родину.

### Монгольское завоевание и распад
В 1220 году монголы, под предводительством Субэдэя, вторглись в Закавказье. Армия грузинского царя Георгия IV Лаши была разбита, но развивать достигнутый успех монголы не стали, так как основной целью этого похода являлся Хорезм. В 1227 году, после сражения при Гарни и битвы под Болниси, Грузия была покорена хорезмшахом Джелал ад-Дином, а начиная с 1230 года — монголами. Восточная Грузия попала в вассальную зависимость от Хулагуидов, но западная осталась независимой под властью побочной ветви Багратионов. Во второй четверти XIV века царю Восточной Грузии Георгию V удалось воспользоваться распадом государства Хулагуидов и взять под контроль Имеретию, что привело к краткосрочному восстановлению единого Грузинского царства. Однако, в 1386 году Грузия была опустошена Тамерланом, что окончательно сокрушило её могущество. Полвека спустя, при царе Вахтанге IV Грузия распалась на четыре государства — Имеретинское, Кахетинское, Картлийское царства и княжество Самцхе-Саатабаго, между которыми сразу же начались распри.

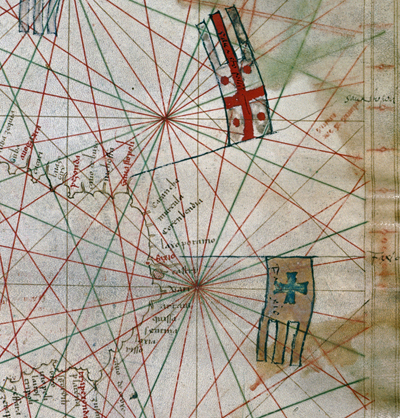
Деталь из морской карты Пьетро Весконте, изображающее грузинское побережье Чёрного моря, 1321

## Цари
1. Георгий I — царь (1014—1027);
2. Баграт IV — царь (1027—1072);
3. Георгий II — царь (1072—1089);
4. Давид IV Строитель — царь (1089—1125);
5. Деметре I (Дмитрий I) — царь (1125—1154);
6. Давид V — царь (1154—1155);
7. Деметре I (Дмитрий I) — царь (1155—1156, вторично);
8. Георгий III — царь (1156—1184);
9. Тамара I Великая — царица (1184—1213, соправительница с 1177);
10. Георгий IV Лаша — царь (1213—1223);
11. Русудан — царица (1223—1245).
12. Давид VI Нарин — царь (под именем Давида VI Младшего), (1245—1259)
13. Давид VII Улу — царь (1247—1259), совместно с Давидом VI, узаконен и признан знатью, под именем Давида VII.

### Раздел царства (1259—1329 годы)

#### Цари Восточной Грузии
1. Давид VII Улу — (1259—1270),
2. Деметре II Самопожертвователь — (1270—1289),
3. Вахтанг II — (1289—1293),
4. Давид VIII — (1293—1311),
5. Вахтанг III — (1298), (1302—1308, вторично)
6. Георгий V Блистательный — (1299), (1314—1329, вторично), (1329—1346, Царь объединённой Грузии),
7. Георгий VI Малый — (1311—1313),

#### Цари Западной Грузии
1. Давид VI Нарин — (под именем Давида I), (1259—1293)
2. Константин I — (1293—1327),
3. Михаил I — (1327—1329),

#### Эриставы Западной Грузии
1. Баграт I— эристав (1329—1372),
2. Александр — эристав (1372—1387), царь (1387—1389),
3. Георгий — эристав (1389—1392),
4. Константин — эристав (1396—1401),
5. Деметре — эристав (1401—1455),
6. Баграт II — эристав (1455—1463), царь (1463—1466), (1466—1478 как Баграт VI царь объединённой Грузии).

### Объединение Грузии (1329—1490 годы)
1. Георгий V Блистательный — (1329—1346),
2. Давид IX — (1346—1360),
3. Баграт V Великий — (1360—1393),
4. Георгий VII — (1393—1407),
5. Константин I — (1407—1412),
6. Александр I Великий — (1412—1442),
7. Вахтанг IV — (1442—1446),
8. Георгий VIII — (1446—1466),
9. Баграт VI — (1466—1478),
10. Александр II — 1478,
11. Константин II — (1478—1490)